# Стефаніца Лупу
Стефеніце Лупу (рум. Ştefăniţă Lupu; 1641 — 1661) — господар Молдовського князівства 1659–1661. Син князя Василя Лупу від другого шлюбу з Катериною.

## Біографія
Стефеніце посідає трон у віці 16 років, але його права на престол були досить суперечливими. В той час у країні почалася чума і страшний голод. Стефеніце захворів і помер у Бендерах, де допомагав татарам і туркам зводити фортеці для захисту від козаків.